# Emilio Adolfo Westphalen
Pour les articles homonymes, voir Westphalen.
Œuvres principales
- Las ínsulas extrañas
- Abolición de la muerte

Emilio Adolfo Westphalen Milano (né à Lima le 15 juillet 1911, mort dans la même ville le 17 août 2001) est un poète surréaliste, essayiste et promoteur culturel péruvien.

## Biographie
Fils d'une famille importante à Lima, Westphalen a étudié à la Faculté de Lettres de l'Université San Marcos, après une tentative infructueuse d'entrée à l'École d'Ingénierie. 
En 1933, à 22 ans, il publie son premier livre Las ínsulas extrañas, qui avec Abolición de la muerte (Abolition de la mort), lui apporte reconnaissance en tant que poète.
Il a également été un fervent chercheur de l'excellence artistique, ce qui lui a valu l'unanime reconnaissance de ceux qui ont travaillé avec lui et de toute la communauté littéraire péruvienne. Tel est le cas d'écrivains et artistes comme Mario Vargas Llosa, Fernando de Szyszlo, Jorge Eduardo Eielson et Julio Ramón Ribeyro, parmi autres.
Il se marie avec l'artiste peintre Judith Westphalen (1922-1976) avec qui il a deux filles : Inés y Silvia Westphalen Ortiz.
Son œuvre poétique est brève, mais fondamentale dans la littérature en langue espagnole. Ayant des affinités avec le mouvement surréaliste, il organise, en collaboration avec son ami, le poète et peintre péruvien César Moro, la première exposition surréaliste à Lima en 1935.
Il est très proche également de l'écrivain indigéniste José María Arguedas dont il a encouragé l'œuvre en la publiant dans ses revues. Il écrit aussi certains essais sur sa trajectoire littéraire, et lui consacre un de ses recueils de poèmes.

## Style
En 1978, Westphalen a reçu le #Prix de poésie Octavio Paz. L'écrivain mexicain a dit de lui: "Emilio Adolfo Westphalen est un des poètes le plus purement poètes entre lesquels écrivent en espagnol. Sa poésie n'est pas contaminée d'idéologie ni de morale ni de théologie. Poésie de poète et pas de professeur ni de predicador ni de inquisiteur. Poésie, laquelle ne juge pas, mais qu'il s'étonne et il nous étonne."

## Œuvre

### Poésie
- Les ínsulas bizarres (1933)
- Abolition de la mort (1935)
- Une autre image deleznable (1980)
- En dessus sous le ciel (1982)
- Maximales et minimes de sapiencia pedestre (1982)
- Nouvelle série (1984)
- Beauté d'une épée clouée dans la langue (1986)
- Il est revenu la déesse ambarina (1988)
- Quel est le rire (1989)
- Sous les zarpas de la Chimère (1991)
- Faux rituels et autres patrañas (1999)
- Poésie complète et essais choisis (2004)

### Essai
- Poètes en la Lima des ans trente (en Deux solitudes, 1974)
- La poésie les poèmes les poètes (1995)
- Écrits divers sur art et poésie (1996)